# Jošanica (Foča, BiH)
Jošanica je naseljeno mjesto u općini Foča, Republika Srpska, BiH. Nalazi se s desne strane rijeke Drine.
Godine 1962. pripojeno im je naselje Gudelj (Sl.list NRBiH, br.47/62).

## Stanovništvo
| Narod     | Popis 1961. | Popis 1971. | Popis 1981. | Popis 1991. |
| --------- | ----------- | ----------- | ----------- | ----------- |
| Hrvati    | 1           |             |             |             |
| Muslimani | 64          | 176         | 179         | 165         |
| Srbi      | 37          | 222         | 164         | 162         |
| ostali    | 2           | 1           | 2           |             |
| Ukupno    | 104         | 399         | 345         | 327         |